# Anthurium acutissimum
Anthurium acutissimum — многолетнее травянистое вечнозелёное растение, вид рода Антуриум (Anthurium) семейства Ароидные, или Аронниковые (Araceae).

## Ботаническое описание
Эпифиты или наземные растения.
Стебель короткий, 3—4(10) см в диаметре.
Корни формируют плотную массу, свешивающиеся, в высохшем виде беловато-серые, у взрослых растений удлинённые, 2—4 мм в диаметре.

### Листья
Катафиллы линейно-ланцетовидные или линейно-удлинённые, 7—12(17) см длиной, в высохшем виде от коричневых до красновато-коричневых, сохраняются полуповреждёнными или в виде линейных волокон, или в виде сетки волокон.
Листья от раскидистых до свешивающихся. Черешки (7,5)20—50 см длиной, 5—12 мм в диаметре, от цилиндрических до полуцилиндрических, несколько сглаженные сверху, округлённые снизу, бледно-пёстрые. Коленце плоское, слегка бледнее и толще черешка в высушенном виде, 1—2 см длиной. Листовые пластинки обычно свешивающиеся, кожистые, от продолговатых до продолговато-эллиптических, заострённые на вершине, от узких до узкоострых в основании, 60—118 см длиной, 7,5—14 см шириной, наиболее широкие посередине или рядом с серединой, с плоскими краями, сверху матовые, полубархатистые, снизу глянцевые, от тёмно-зелёных до зелёных с обеих сторон, в высохшем виде от зелёных до жёлто-зелёных, матовые. Центральная Жилка выпукло-приподнятая, бледнее поверхности листовой пластинки сверху, заметно выпуклая и намного бледнее поверхности листовой пластинки снизу; первичные боковые жилки многочисленные, более 25 с каждой стороны, отклонённые от центральной жилки под углом 50°—70°, идущие под прямым углом к общей жилке, плоской и бледной сверху и утопленной снизу; третичные жилки неясные; общая жилка соединят жилки у основания, слабо приподнята сверху и снизу в высохшем виде, заметна так же, как и первичные боковые жилки, проходит в 4—17 мм от края.

### Соцветие и цветки
Соцветие от раскидистого до свешивающегося. Цветоножка 22—64 см длиной, 2—3(4) мм в диаметре, по длине такая же или в 1,7 раз длиннее черешков, цилиндрическая. Покрывало раскидистое, полукожистое, зелёное или зелёное с пурпуровым отливом по краям, продолговато-ланцетовидное, (5,5)8—21 см длиной, 1,2—2,4 см шириной, наиболее широкое у основания, на вершине заострённое (с закруглённым остриём до 25 мм длиной), в основании острое; ножка 7—20 мм длиной спереди, 0—4 мм длиной сзади.
Початок от зелёного до жёлто-зелёного, полусидячий, вертикальный, от прямого до искривлённого, расположен под углом 160°—180° к цветоножке, (6,5)10,5—21,5 см длиной, (3)6—8 мм в диаметре у основания, (2)4—5 мм в диаметре у вершины, наиболее широкий у основания. Цветочный квадрат от квадратного до ромбического, 2,2—2,8 мм в обоих направлениях, стороны гладко-сигмоидальные; 3(4)—5 цветков, видимые в основной спирали, 6—9 — в дополнительной. Лепестки матовые, бледнопятнистые в высушенном виде; боковые лепестки 1,3—2,0 мм шириной, внутренние края выпуклые, повёрнутые напротив пестика, внешние края двухсторонние; пестики в женскую фазу цветения такого же цвета, что и лепестки; рыльце щелевидное, затем эллипсоидное, 0,5—0,8 мм длиной; тычинки появляющиеся из основания, в мужскую фазу цветения намного больше лепестков, боковые появляются чаще у вершины, раньше, чем второстепенные, появляющиеся в нижней трети початка, они окружают кольцом пестик; нити белые, плоские, 0,7—1,0 мм длиной, 0,6—0,7 мм шириной; пыльники в высохшем виде от желтоватых до коричневых, 0,5—0,8 мм длиной, 0,4—0,7 мм шириной; теки продолговатые, неразветвлённые.

### Плоды
Соплодие свешивающееся, с сохранённым зелёным или высохшим покрывало, 23—30 см длиной, около 2 см в диаметре, с рассеянными ягодами. Плоды — жёлто-оранжевые, при созревании оранжевые ягоды, от яйцевидных до широкоэллипсоидных, на вершине острые, (6)8,6—9,5 мм длиной, 4—4,5 мм в диаметре, с двумя семенами; перикарпий утолщённый, с несколькими рафидными клетками.
Семена желтоватые, продолговато-яйцевидные, плоские, 3,7—4,8 мм длиной, 1,3—1,6 мм толщиной, с прозрачным, студенистым придатком на обоих концах.

## Распространение
Встречается в Эквадоре.
Растёт в предгорных сырых лесах, на высоте от 650 до 1200 м над уровнем моря.